# Municipi della Romania

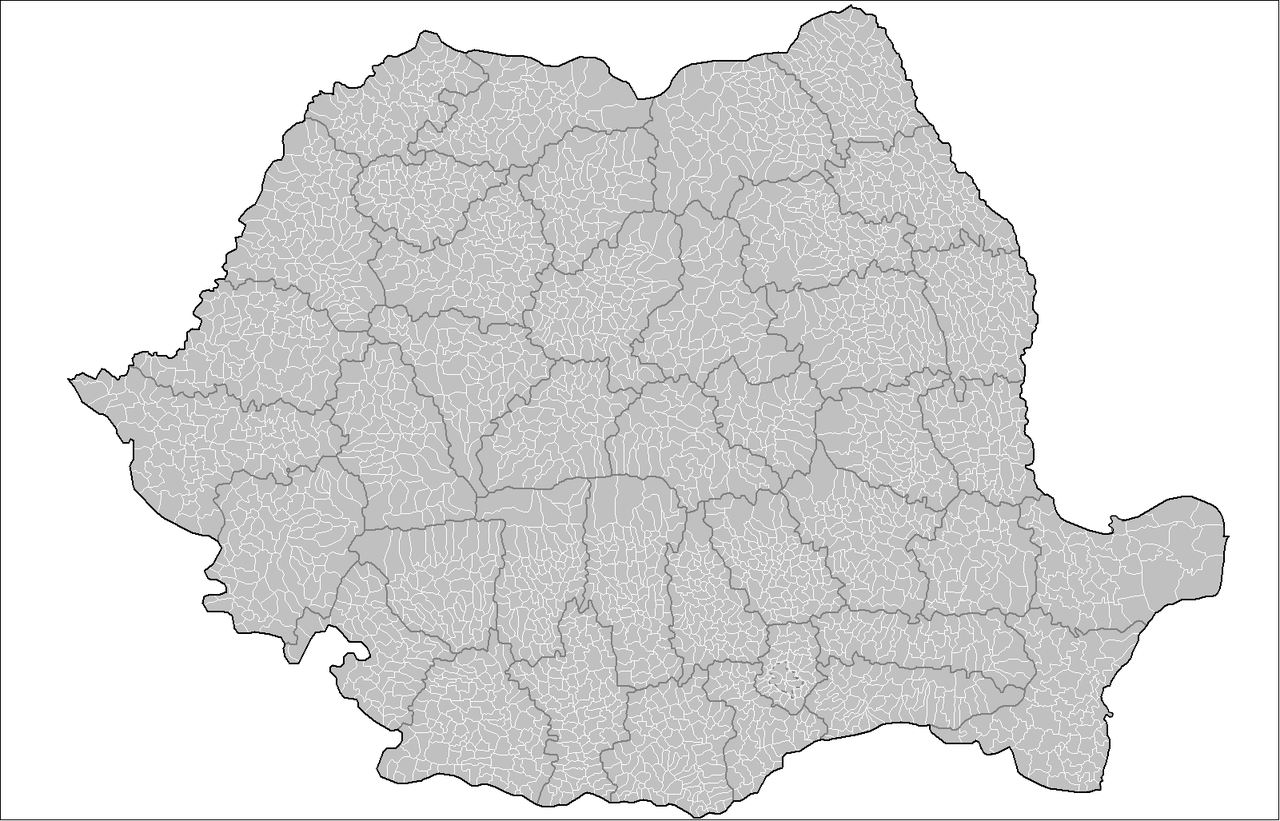
Unità di amministrazione locale della Romania

I municipi della Romania (in rumeno: municipiile, sing. municipiu) sono quei comuni, dislocati in aree urbane e aventi in genere più di 15.000 persone, ai quali la legge attribuisce espressamente tale titolo.
I comuni privi di tale status possono avere il titolo di città (orașe, sing. oraș): si tratta di comuni che, per regola, contano un numero minore di abitanti rispetto a quello dei municipi ma maggiore rispetto al resto degli altri comuni.
I presupposti al ricorrere dei quali può essere assegnato, ai singoli comuni, lo status di municipiu o di oraș, non sono tuttavia definiti.

## Elenco di città e municipi
Per ogni distretto sono indicate i municipi e, in grassetto, i capoluoghi.
| Distretto       | Abbreviazione comune | Municipi                                                     |
| --------------- | -------------------- | ------------------------------------------------------------ |
| Alba            | AB                   | Alba Iulia Aiud Blaj Sebeș                                   |
| Arad            | AR                   | Arad                                                         |
| Argeș           | AG                   | Pitești Câmpulung Curtea de Argeș                            |
| Bacău           | BC                   | Bacău Onești Moinești                                        |
| Bihor           | BH                   | Oradea Beiuș Marghita Salonta                                |
| Bistrița-Năsăud | BN                   | Bistrița                                                     |
| Botoșani        | BT                   | Botoșani Dorohoi                                             |
| Brașov          | BV                   | Brașov Făgăraș Codlea Săcele                                 |
| Brăila          | BR                   | Brăila                                                       |
| Buzău           | BZ                   | Buzău Râmnicu Sărat                                          |
| Caraș-Severin   | CS                   | Reșița Caransebeș                                            |
| Călărași        | CL                   | Călărași Oltenița                                            |
| Cluj            | CJ                   | Cluj-Napoca Turda Dej Câmpia Turzii Gherla                   |
| Costanza        | CT                   | Costanza Mangalia Medgidia                                   |
| Covasna         | CV                   | Sfântu Gheorghe Târgu Secuiesc                               |
| Dâmbovița       | DB                   | Târgoviște Moreni                                            |
| Dolj            | DJ                   | Craiova Băilești Calafat                                     |
| Galați          | GL                   | Galați Tecuci                                                |
| Giurgiu         | GR                   | Giurgiu                                                      |
| Gorj            | GJ                   | Târgu Jiu Motru                                              |
| Harghita        | HR                   | Miercurea Ciuc Gheorgheni Odorheiu Secuiesc Toplița          |
| Hunedoara       | HD                   | Deva Hunedoara Brad Lupeni Orăștie Petroșani Vulcan          |
| Ialomița        | IL                   | Slobozia Fetești Urziceni                                    |
| Iași            | IS                   | Iași Pașcani                                                 |
| Ilfov           | IF                   | nessuno                                                      |
| Maramureș       | MM                   | Baia Mare Sighetu Marmației                                  |
| Mehedinți       | MH                   | Drobeta-Turnu Severin Orșova                                 |
| Mureș           | MS                   | Târgu Mureș Sighișoara Reghin Târnăveni                      |
| Neamț           | NT                   | Piatra Neamț Roman                                           |
| Olt             | OT                   | Slatina Caracal                                              |
| Prahova         | PH                   | Ploiești Câmpina                                             |
| Satu Mare       | SM                   | Satu Mare Carei                                              |
| Sălaj           | SJ                   | Zalău                                                        |
| Sibiu           | SB                   | Sibiu Mediaș                                                 |
| Suceava         | SV                   | Suceava Fălticeni Rădăuți Câmpulung Moldovenesc Vatra Dornei |
| Teleorman       | TR                   | Alexandria Roșiorii de Vede Turnu Măgurele                   |
| Timiș           | TM                   | Timișoara Lugoj                                              |
| Tulcea          | TL                   | Tulcea                                                       |
| Vaslui          | VS                   | Vaslui Bârlad Huși                                           |
| Vâlcea          | VL                   | Râmnicu Vâlcea Drăgășani                                     |
| Vrancea         | VN                   | Focșani Adjud                                                |
| București       | B                    | București                                                    |